# Phỏng Tống thể
Phỏng Tống thể là một kiểu chữ Hán được mô phỏng hóa sau một kiểu chữ ở Lâm An vào đời nhà Nam Tống. Về mặt kỹ thuật nó thuộc dạng mô phỏng chữ khải.

## Tên
Tên gọi của kiểu chữ này khác nhau dựa theo từng khu vực sử dụng tiếng Hán.
- Ở Trung Quốc, nó được gọi là fǎng Sòngtǐ (仿宋體/仿宋体, "phỏng Tống thể").
- Ở Nhật Bản, nó được gọi là Sōchōtai (宋朝体, "Tống triều thể").

## Nét đặc trưng
Nét đặc trưng của phỏng Tống thể bao gồm:
- Cấu trúc cơ bản của khải thư.
- Nét tương đối thẳng, với nét ngang nghiêng lên.
- Độ rộng nét thấp thay đổi giữa nét thẳng và ngang, với các nét thường tương đối mỏng.
- Hình học tổng thể đều đặn.

## Lịch sử

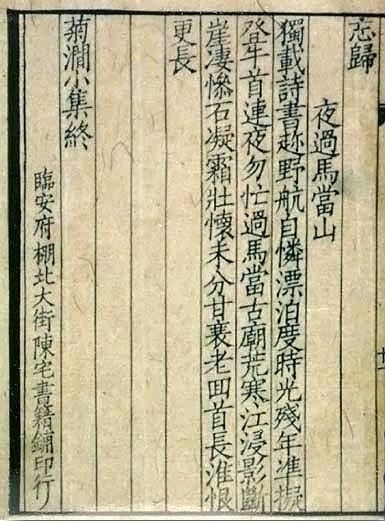
Một trang tác phẩm từ Chén zhái shūjí bù.

Công nghiệp in ấn từ thời Nhà Đường đã đạt đến đỉnh cao vào thời nhà Nhà Tống, trong đó có ba lĩnh vực sản xuất chính:
- Chiết Giang, nơi các tác phẩm sao chép khải thư của Âu Dương Tuân[1]
- Tứ Xuyên, nơi các tác phẩm sao chép khải thư của Nhan Chân Khanh[1]
- Phúc Kiến, nơi các tác phẩm sao chép khải thư của Liễu Công Quyền[1]

Khi nhà Tống mất quyền kiểm soát ở phía Bắc Trung Quốc vào tay Nhà Kim (金), kinh đô được dời về Lâm An (Hàng Châu ngày nay), nơi mà ngành in ấn phục hưng, đặc biệt văn học từ nhà Đường để lại cho nhà Kim. Nhiều nhà xuất bản được thành lập ở Lâm An, bao gồm Chén zhái shūjí bù (陳宅書籍鋪) thành lập bởi Trần Khởi (tiếng Trung: 陳起; bính âm: Chén Qǐ), nơi mà các tác phẩm đã sử dụng phong cách khải thư khác biệt với cách sắp xếp và nét thẳng. Các kiểu chữ đặc biệt của phong cách này được phân loại thành kiểu sao chép phỏng Tống thể (tiếng Trung: 仿宋體).